# Samuel Selvon
Samuel Selvon (San Fernando, 20. svibnja 1923. – Piarco, 16. travnja 1994.), bio je trinidadtobaški pisac miješanog indo-trinidadskog i europskog podrijetla. Selvon je obrazovan na sveučilištu "Naparima" u San Fernandu prije nego što se 1950-ih preselio u London, a kasnije u kanadsku Albertu. Najpoznatiji je po romanima The Lonely Londoners i Moses Ascending. 

## Kritička djela
- Clement Wyck, Sam Selvon's dialectal style and fictional strategy (1991.)
- Austin Clarke, Passage back home: a personal reminiscence of Samuel Selvon (1994.)
- Mark S. Looker, Atlantic Passages: history, community, and language in the fiction of Sam Selvon (1996.)
- Roydon Salick, The Novels of Samuel Selvon (2001.)

## Vanjske poveznice
- TSAR Publications